# Bert Ehgartner

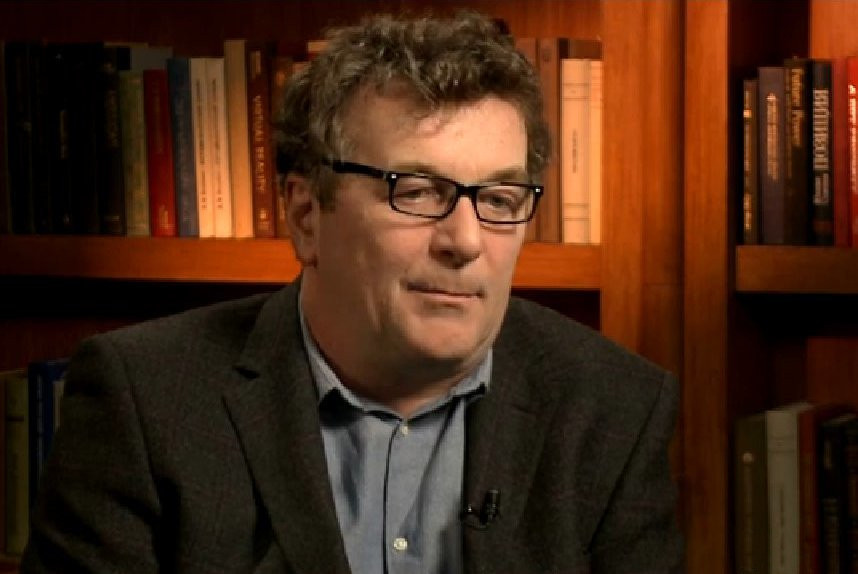
Bert Ehgartner (2013)

Bert Ehgartner (* 7. Oktober 1962 in Waidhofen an der Ybbs) ist ein österreichischer Autor, Journalist und Dokumentarfilmer. Seine Arbeiten zu vorrangig medizinischen Themen stehen in der Kritik.

## Leben
Ehgartner studierte in Wien Publizistik, Politikwissenschaften und Informatik (ohne Abschluss). Von 1987 bis 1991 arbeitete er als freier Journalist für Tages- und Wochenzeitungen in Österreich. Von 1991 bis 1996 war er Redakteur bei dem Wochenmagazin Die ganze Woche, von 1997 bis 2000 arbeitete er für ein Redaktionsbüro. Ab 2000 bis 2005 war er als Chefredakteur der auf Gesundheitsthemen spezialisierten Website surfmed.de tätig. Bert Ehgartner ist Gestalter zahlreicher Dokumentarfilme sowie Autor von Sachbüchern. Er ist verheiratet mit Elisabeth Ehgartner und Vater von fünf Kindern. Er lebt mit seiner Familie in der Nähe von Wien.

## Kontroversen
2012 veröffentlichte Ehgartner den Film Die Akte Aluminium, der die Verwendung von Aluminium und Aluminiumhydroxid in vielen Produkten und Impfstoffen kritisiert. Neben der umweltschädlichen Produktion sei „die toxische Wirkung des Leichtmetalls möglicher Auslöser von Alzheimer, Krebs und Allergien“. Der Film rief Widerspruch hervor. Spiegel online sieht darin „ein Geschäft mit der Angst“. Speziell der monokausale Zusammenhang mit der makrophagischen Muskelentzündung (MMF bzw. auch MMF-Syndrom) ist laut Paul-Ehrlich-Institut nicht nachweisbar. Daneben widerspricht das Institut weiteren Aussagen des Films scharf.
Während der COVID-19-Pandemie war Ehgartner Co-Regisseur des von OVALmedia produzierten Filmes Corona.Film. OVALmedia steht in der Kritik, Impfgegner und Corona-Verharmloser bei der Verbreitung von Verschwörungslügen zu unterstützen. Ehgartner hatte in einem Blogeintrag COVID-19 verharmlost und die Schutzmaßnahmen kritisiert.
Ehgartner war Regisseur für den 2022 erschienenen Film Im Stich gelassen – die Covid-Impfopfer, der bei ServusTV ausgestrahlt wurde. Der Film wurde wegen fehlender Einordnung und falscher Zusammenhänge kritisiert.

## Auszeichnungen
- 2000: Medikinale International München: Erster Preis „summa cum laude“ für die TV-Dokumentation Zecken – Vampire hautnah[6]
- 2001: Hauptpreis bei dem 39. Internationalen Film Festival Techfilm, Prag für die TV-Dokumentation Zecken – Vampire hautnah[6]
- 2013: Ekotopfilm Festival, Bratislava: „Main prize in category A – Popular – scientific – Science and Technology“ für den Dokumentarfilm Die Akte Aluminium (Age of Aluminium)[7]
- 2014: „Hoimar-von-Ditfurth-Preis“ für Die Akte Aluminium auf der Ökofilmtour – Festival des Umwelt- und Naturfilms in Potsdam, für „die beste journalistische Leistung“[8]

## Sachbücher
- mit Kurt Langbein: Das Medizin-Kartell: Die sieben Todsünden der Gesundheitsindustrie. Verlag Piper, 2002, ISBN 3-492-04407-7
- Die Lebensformel: Sieben Voraussetzungen für ein glückliches langes Leben. Verlag Hoffmann & Campe, 2004, ISBN 3-455-09462-7
- Lob der Krankheit: Warum es gesund ist, ab und zu krank zu sein. Verlag Lübbe, 2008, ISBN 978-3-7857-2322-7
- Gesund bis der Arzt kommt: Ein Handbuch zur Selbstverteidigung. Verlag Lübbe, 2010, ISBN 978-3-7857-2398-2
- Dirty little secret – die Akte Aluminium, Verlag Ennsthaler, 2012, ISBN 978-3-85068-894-9
- Gesund ohne Aluminium. Verlag Ennsthaler, 2014, ISBN 978-3-85068-924-3
- Die Hygienefalle. Verlag Ennsthaler, 2015, ISBN 978-3-85068-946-5
- Der Methusalem-Code. Verlag Ennsthaler, 2017, ISBN 978-3-85068-978-6
- Gute Impfung – Schlechte Impfung. Verlag Ennsthaler, 2018, ISBN 978-3-85068-953-3
- Was Sie schon immer über das Impfen wissen wollten. Verlag Klarsicht, 2023, ISBN 978-3-98584-242-1

## Filme (Auswahl)
- 1998: Bergmenschen (Co-Regie), ORF[9]
- 1999: Allergien – Wenn die Umwelt zum Feind wird; Allergies – When Environment Becomes an Enemy (Co-Regie), ORF[9]
- 2000: Polizeistation Berlin Mitte (Co-Regie mit Stephan Guntli und Kurt Langbein), RTL[10]
- 2000: Zecken – Vampire hautnah; Ticks – The Real Vampires (Co-Regie mit Kurt Langbein), WDR/ARTE, ORF, Discovery Channel, 2000[11][12][9]
- 2001: Bioterror (Co-Regie), RTL
- 2008: Patient Gesundheitswesen (Co-Regie), ORF, Report Spezial[9]
- 2011: Kampf gegen Korruption und Verschwendung – 250 Jahre Rechnungshof (Co-Regie), ORF, Menschen & Mächte[9]
- 2012: Die Akte Aluminium; The Age of Aluminium (Regie), ZDF/ARTE, ORF und SRF, Menschen & Mächte[9]
- 2013: Renovation with Innovation – Die Chancen intelligenter Sanierung (Produzent, Regie), Bayern Alpha[13][14]
- 2015: Alte Freunde – Neue Feinde: Was unsere Kinder chronisch krank macht (Regie), ZDF/ARTE[15][16]
- 2022: Im Stich gelassen – die Covid-Impfopfer (Regie), Servus TV, 2022[17]
- 2022: Unter die Haut – Was macht Aluminium in Impfungen? (Regie, Produzent), Kinofilm, 2022[18]